# Amblyopone
Amblyopone is een geslacht van mieren uit de onderfamilie van de Amblyoponinae.

## Soorten
- A. aberrans Wheeler, W.M., 1927
- A. australis Erichson, 1842
- A. clarki Wheeler, W.M., 1927
- A. hackeri Wheeler, W.M., 1927
- A. leae Wheeler, W.M., 1927
- A. longidens Forel, 1910
- A. mercovichi Brown, 1960
- A. michaelseni Forel, 1907